# Frederik Hendrik van Kempen
Frederik Hendrik van Kempen (Voorschoten, 7 september 1879 – Rotterdam, 30 oktober 1966) was een Nederlands burgemeester.
Van Kempen was een zoon van Antonius Everdinus van Kempen, onder meer directeur van de Koninklijke Nederlandse Fabriek van gouden en zilveren werken en Tweede Kamerlid, en Anna G.A.H. van Hoytema. Hij begon zijn ambtelijke carrière op de secretarie en was gemeentesecretaris van Bennebroek (1905-1909).
Hij was vervolgens burgemeester van Montfoort en Willeskop (1909-1915) en Schoonhoven (1915-1924). Van 1924-1941 was hij de laatste burgemeester van de voormalige gemeente Hillegersberg. Kort voor de annexatie van Hillegersberg door Rotterdam werd de naam van de (Verlengde) Bergsingel gewijzigd in Burgemeester F.H. van Kempensingel. In Montfoort is de F.H. van Kempenstraat naar hem vernoemd. Zijn broer Henri Gijsbert van Kempen was onder andere burgemeester van Woerden.